# Inia (zoologia)
Inia (d'Orbigny, 1834) è un genere di delfini fluviali appartenenti alla famiglia dei Iniidae comprendente tre specie diffuse in America meridionale:
- Inia geoffrensis
- Inia araguaiaensis
- Inia boliviensis